# Романовская, Леокадия Доминиковна
Леокадия Доминиковна Романовская (бел. Леакадзія Дамінікаўна Раманоўская, в девичестве — Луцевич; 15 февраля 1890 — 18 декабря 1970, Минск) — сестра Янки Купалы, купаловед, активный популяризатор творчества Янки Купалы.

## Биография
Янка Купала посвятил Леокадии своё первое стихотворение в день её рождения — шутка, написанная на польском языке, когда семья Луцевичей жила в Селище. Именно Янка научил читать и писать свою младшую сестру Лёлю.
В 1908-1909 годах посещала Купалу в Вильнюсе. В 1915 году вышла замуж за Юлиана Романовского, который сдружился с Купалой в 1916 году, когда они вместе служили в дорожно-строительном отряде Варшавского округа железных дорог.
В 1916 году она посетила Купалу в Полоцке и помогла ему материально. С 1918 года семья Романовских жила в Кальзберге, где арендовала землю у тестя Б. Тарашкевича. Купала приезжал сюда в августе 1919 года и писал свои стихи: «З павяўшай славы…», «На нашым…», «Паўстань», «Мая навука».
С 1927 года семья Романовских жила в Минске в одном доме с Купалой, который они купили вместе, на ул. Кастрычніцкай, 40. В 1930-е годы она периодически жила в Лошнице, Борисове, где Купала навещал её во время творческих командировок. Каждое лето с 1936 года жила с семьёй на Купальской даче в Лявках. Она часто выступала с воспоминаниями о детстве и юности брата перед детьми и молодёжью, на собраниях в музее, по телевидению и радио. Похоронена на Восточном кладбище в Минске.